# Diocesi di Port-de-Paix
La diocesi di Port-de-Paix (in latino Dioecesis Portus Pacis) è una sede della Chiesa cattolica ad Haiti suffraganea dell'arcidiocesi di Cap-Haïtien. Nel 2021 contava 426.900 battezzati su 715.250 abitanti. È retta dal vescovo Charles Peters Barthélus.

## Territorio
La diocesi comprende il dipartimento del Nordovest nella repubblica di Haiti.
Sede vescovile è la città di Port-de-Paix, dove si trova la cattedrale dell'Immacolata Concezione.
Il territorio è suddiviso in 35 parrocchie.

## Storia
La diocesi è stata eretta il 3 ottobre 1861 con la bolla Proprium fuit di papa Pio IX, ricavandone il territorio dall'arcidiocesi di Santo Domingo.
Originariamente suffraganea dell'arcidiocesi di Port-au-Prince, il 7 aprile 1988 è entrata a far parte della provincia ecclesiastica di Cap-Haïtien.

## Cronotassi dei vescovi
Si omettono i periodi di sede vacante non superiori ai 2 anni o non storicamente accertati.
- Sede vacante (1861-1928)
- Martial-Guillaume-Marie Testard du Cosquer † (1º ottobre 1863 - 27 luglio 1869 deceduto) (amministratore apostolico)
- Alexis-Jean-Marie Guilloux (Guillons) † (27 giugno 1870 - 24 ottobre 1885 deceduto) (amministratore apostolico)
- Constant-Mathurin Hillion † (10 giugno 1886 - 21 febbraio 1890 deceduto) (amministratore apostolico)

- Paul-Marie Le Bihain, S.M.M. † (9 ottobre 1928 - 21 maggio 1935 deceduto)
- Albert-Marie Guiot, S.M.M. † (14 gennaio 1936 - 5 ottobre 1975 deceduto)
  - Sede vacante (1975-1978)
- Rémy Jérôme Augustin, S.M.M. † (18 settembre 1978 - 22 febbraio 1982 dimesso)
- François Colímon, S.M.M. † (22 febbraio 1982 - 1º marzo 2008 dimesso)
- Pierre-Antoine Paulo, O.M.I. † (1º marzo 2008 - 14 aprile 2020 ritirato)
- Charles Peters Barthélus, dal 14 aprile 2020

## Statistiche
La diocesi nel 2021 su una popolazione di 715.250 persone contava 426.900 battezzati, corrispondenti al 59,7% del totale.
| anno | popolazione | popolazione | popolazione | presbiteri | presbiteri | presbiteri | presbiteri                | diaconi | religiosi | religiosi | parrocchie |
| anno | battezzati  | totale      | %           | numero     | secolari   | regolari   | battezzati per presbitero | diaconi | uomini    | donne     | parrocchie |
| ---- | ----------- | ----------- | ----------- | ---------- | ---------- | ---------- | ------------------------- | ------- | --------- | --------- | ---------- |
| 1949 | 140.000     | 180.000     | 77,8        | 22         |            | 22         | 6.363                     |         | 4         | 36        | 10         |
| 1966 | 200.000     | 250.000     | 80,0        | 26         |            | 26         | 7.692                     |         | 7         | 24        | 12         |
| 1970 | 210.000     | 275.000     | 76,4        | 23         | 1          | 22         | 9.130                     |         | 27        | 40        | 11         |
| 1976 | 268.000     | 323.000     | 83,0        | 27         |            | 27         | 9.925                     |         | 48        | 38        | 10         |
| 1980 | 273.000     | 329.000     | 83,0        | 22         | 2          | 20         | 12.409                    |         | 43        | 44        | 10         |
| 1990 | 314.500     | 370.000     | 85,0        | 25         | 5          | 20         | 12.580                    |         | 57        | 35        | 13         |
| 1999 | 280.000     | 430.970     | 65,0        | 31         | 8          | 23         | 9.032                     |         | 49        | 40        | 15         |
| 2000 | 280.000     | 435.000     | 64,4        | 37         | 8          | 29         | 7.567                     |         | 53        | 35        | 15         |
| 2001 | 284.000     | 430.000     | 66,0        | 25         | 9          | 16         | 11.360                    |         | 37        | 33        | 15         |
| 2002 | 284.500     | 430.000     | 66,2        | 25         | 9          | 16         | 11.380                    |         | 37        | 33        | 16         |
| 2003 | 298.000     | 446.000     | 66,8        | 32         | 13         | 19         | 9.312                     |         | 57        | 35        | 15         |
| 2004 | 330.000     | 550.000     | 60,0        | 35         | 14         | 21         | 9.428                     |         | 49        | 46        | 17         |
| 2013 | 384.000     | 519.000     | 74,0        | 33         | 22         | 11         | 11.636                    |         | 28        | 38        | 21         |
| 2016 | 405.000     | 675.000     | 60,0        | 45         | 37         | 8          | 9.000                     |         | 20        | 34        | 26         |
| 2019 | 420.750     | 700.000     | 60,1        | 52         | 44         | 8          | 8.091                     |         | 27        | 34        | 32         |
| 2021 | 426.900     | 715.250     | 59,7        | 51         | 43         | 8          | 8.370                     |         | 21        | 35        | 35         |